# Tunavallen
A Tunavallen egy labdarúgó-stadion Eskilstunában, Svédországban. A stadion 1924-ben épült, maximális befogadóképessége 7 800 fő.
Az 1958-as labdarúgó-világbajnokság egyik helyszíne volt, egy csoportmérkőzést rendeztek itt. 

## Események

### 1958-as világbajnokság
| Dátum       | Időpont UTC+1 | Pályaválasztó | Eredmény | Vendég      | Forduló    | Nézők  |
| ----------- | ------------- | ------------- | -------- | ----------- | ---------- | ------ |
| 1958.06.15. | 19.00         | Paraguay      | 3–3      | Jugoszlávia | 2. csoport | 13 103 |